# Wim Tocquet
Wim Tocquet, geboren als Willy De Cuyper (Berchem, 7 april 1925 - Antwerpen, 22 mei 2006) was een Vlaams animator en filmacteur.

## Discografie
- Arbitter
- Hang het niet uit
- Wilma
- Louis

## Filmografie
- Sinjorenbloed (1953)
- De spotvogel (1954)
- De klucht van de brave moordenaar (1956), als brigadier
- De duivel te slim (1960)